# Maths Elfvendal
Maths Olof Elfvendal, född 22 februari 1987 i Härnösand, är en svensk före detta fotbollsmålvakt som numera arbetar som målvaktstränare för Sveriges herrlandslag.
Efter fyra år som målvakt i IF Älgarna, där laget lyckats avancera från division 4 till division 2, blev han värvad till Umeå FC inför säsongen 2010. Spelarkarriären blev kortvarig då han redan under andra säsongen i Umeå FC tvingades sluta spela fotboll på grund av sina knäskador. Han påbörjade sin målvaktstränarkarriär omgående i just Umeå FC och sedermera även i Umeå IK. I december 2014 blev Elfvendal Allsvenskans yngste tränare när han skrev på för IFK Norrköping som målvaktstränare. I juni 2021 meddelade italienska fotbollsklubben Parma att Elfvendal börjar som målvaktstränare där.

### Webbkällor
- ”Elfvendal är allsvenskans yngste tränare”. nt.se. 6 juni 2015. Arkiverad från originalet den 4 mars 2016. https://web.archive.org/web/20160304215335/http://www.nt.se/sport/elfvendal-ar-allsvenskans-yngste-tranare-11203585.aspx. Läst 3 augusti 2015.
- ”Knäskadan tog Maths till bänken på Nya Parken”. nt.se. 13 december 2014. http://www.nt.se/sport/knaskadan-tog-maths-till-banken-pa-nya-parken-10437906.aspx. Läst 3 augusti 2015.